# 塞尔维亚足球甲级联赛
塞尔维亚足球甲级联赛（羅馬化：Prva Liga Srbije），目前因赞助而被冠名为Mozzart PrvaLiga，是塞尔维亚足球协会组织的职业足球联赛，是塞尔维亚联赛系统中第二等级的联赛，塞尔维亚足球超级联赛的次级联赛，成立于2005年联赛。
联赛共有16支球队，实行主客场双循环赛制，共进行30轮比赛，每场赛事胜者得3分，平局两队各得1分，负者不得分。联赛的前2名直接晋级到塞尔维亚足球超级联赛，第3名和超级联赛的第10名进行升降级附加赛争夺最后一个超级联赛名额。联赛排名垫底的球队则降级到塞尔维亚足球乙级联赛，甲级联赛和乙级联赛之间每年升降级的球队数量不定，具体情况由塞尔维亚足球协会决定。